# Andrzej Kot
Andrzej Kot (ur. 21 listopada 1946 w Lublinie, zm. 17 lutego 2015 tamże) – grafik, kaligraf, zecer, typograf, ilustrator książek.

## Życiorys
Od roku 1978 (Biennale Grafiki Użytkowej w Brnie) uczestniczył w większości światowych imprez graficznych. W 1981 nagrodzony złotym medalem Międzynarodowego Biennale Ekslibrisu w Malborku. W prasie fachowej zaistniał po raz pierwszy w czasopiśmie „Projekt”, dzięki tekstowi Anny Jasińskiej Jest coś takiego w typografii (nr 5’80 | 138, ss. 36–39). W Polsce twórczość Kota propagowali tacy graficy jak: Jan Młodożeniec, Leon Urbański, Jerzy Jaworowski czy Janusz Stanny. W świecie – nadworny grawer królestwa Szwecji, twórca setek znaczków pocztowych i banknotów – Czesław Słania, z którym Kot korespondował przez 15 lat. 
Dzięki Słani zainteresowali się pracami lublinianina wydawcy japońskiej „Idei”, pisma o grafice współczesnej. W Japonii też, pod koniec lat 80. XX w. ukazał się pierwszy album z pracami Andrzeja Kota. 
Andrzej Kot kaligrafował Traktat moralny Czesława Miłosza („Czesławowi Miłoszowi w hołdzie”; Lubelski Oddział Związku Literatów Polskich, Związek Polskich Artystów Plastyków, Towarzystwo Miłośników Lublina. Wyd. Krajowa Agencja Wydawnicza Oddział w Lublinie, Lublin 1981) oraz Treny Jana Kochanowskiego (Wyd. Krajowa Agencja Wydawnicza w Lublinie. Lublin 1985. ISBN 83-03-00982-6). 
Grudzień 1986 przyniósł opracowaną przez Leona Urbańskiego książkę Prawdziwa cnotka nie boi się kotka. Andrzej Matynia o Andrzeju Kocie i jego ekslibrisach (Doświadczalna Oficyna Graficzna Pracowni Sztuk Plastycznych – Państwowy Fundusz Zamówień Plastycznych. Warszawa MCMLXXXVI. Według projektu Leona Urbańskiego złożono czcionką Maxima 10 i wydrukowano 500 numerowanych egzemplarzy na papierach «Fabriano» i «Arjomari» w Doświadczalnej Oficynie Graficznej PSP w Warszawie. Ekslibrisy wydrukowano techniką offsetową w drukarni «Kobis» w Legionowie). 
Uczeń Andrzeja Kota i grafik komputerowy, Jacek Wałdowski, opracował graficznie i wydał dwa zbiory jego rysunków: „KOT rym & grafika” (ISBN 83-915018-5-X, współwydawca: Wojewódzki Dom Kultury, Lublin 2000) oraz „Jędrofrachy, kocifrachy, kociofrachy” (ISBN 978-83-89868-70-1, Lublin 2007).
Exlibrisy i rysunki Kota publikowały m.in. niemiecka „Scriptura”, „Magyar Grafik”, nowojorski „Upper & LowerCase”, kalifornijski „Fried Caligrafic”, „Sarmatian Houston” czy wspomniana „Idea” z Tokio. W 1995 opracowany przez Andrzeja Kota alfabet inicjałowy OT-KOT znalazł się w monografii Josepha Kiermeiera-Debre i Fritza Franza Vogla Das Alphabet. Die Bildwelt der Buchstaben von A bis Z, ss. 112–113 (Ravensburger Buchverlag 1985. ISBN 3-473-48379-6). 
W 2016 lubelskie wydawnictwo „Tararara - Jarosław Koziara” wydało obszerny monograficzny album Ot Kot (ISBN 978-83-922275-2-6). 
Sam twórca określał własne prace jako „luz-bałagan graficzny bez ograniczeń w połączeniu z tekstem literackim”.
Weimar, Londyn i St. Petersburg poświęciły ekslibrisom Kota specjalne kongresy. Co pewien czas w Internecie pojawiają się wirtualne galerie prac Kota (np. 2001–2004 na www.RegioPolis.net w Niemczech). Stałe miejsce na druk nowych grafik „przydzieliła” mu redakcja mail-artowej „Ulicy Wszystkich Świętych”, gdzie publikował od początku 2002 w każdym numerze. 
27 stycznia 2008 otrzymał nagrodę Angelusa Lubelskiego w kategorii: Artysta roku 2007.